# Biprostal
Centrum Biurowe Biprostal – zespół budynków znajdujących się w Krakowie, w dzielnicy V Krowodrza u zbiegu ul. Królewskiej i al. Kijowskiej należący do Biura Projektów „Biprostal” Sp. z o.o. (dawniej: Biprostal S.A.Firma Inżynieryjno-Konsultingowa). Obiekt wraz z mozaiką na ścianie południowej najwyższego budynku kompleksu został wpisany do gminnej ewidencji zabytków.

## Historia
Firma „Biprostal” powstała w 1949 roku jako część składowa Przedsiębiorstwa Państwowego Wyodrębnionego Nowa Huta, która zajmowała się głównie przygotowywaniem projektów dla kombinatu hutniczego w Nowej Hucie. Siedzibą firmy był dom wycieczkowy przy ul. Oleandry 4. Od 1954 roku firma rozpoczęła samodzielną działalność jako Biuro Studiów i Projektów Hutnictwa „Biprostal”. W 1992 roku przekształcono firmę w prywatną spółkę akcyjną o nazwie  „Biprostal S.A. Firma Inżynieryjno–Konsultingowa”, a w 2012 roku utworzono nową spółkę – Biura Projektów „Biprostal” sp. z o.o., do której został przeniesiony cały pion projektowy „Biprostal” S.A. Firmy Inżynieryjno-Konsultingowej.   
W 1955 roku pojawiła się koncepcja budowy biurowca firmy w okolicach Ronda Mogilskiego. Ostatecznie podjęto decyzję o lokalizacji obiektu przy ówczesnej ul. 18 Stycznia.
Budynek zaprojektowany został przez architektów pracujących dla Biprostalu: Mieczysława Wrześniaka i Pawła Czapczyńskiego, przy współpracy konstruktorów: Jana Oleksika i Mariana Wentlanda.
Kompleks wzniesiono w latach 1959–1964, obiekty oddano do użytku w 1965 roku, budynek techniczny na tyłach kompleksu dobudowano w 1992 roku. 
Od początku właścicielem budynków jest firma „Biprostal”, obecnie (2024) Biura Projektów „Biprostal” sp. z o.o., i wykorzystywany jest na cele biurowe. Do 1985 roku całą powierzchnię budynku zajmowało przedsiębiorstwo Biuro Studiów i Projektów Hutnictwa „Biprostal”, później zdecydowano się na wynajem części powierzchni biurowych najemcom komercyjnym.
W budynkach biurowych, oprócz firmy Biura Projektów „Biprostal”, znajdują się m.in.: Agencja Rozwoju Miasta Krakowa, dom maklerski Noble Securities, Urząd marszałkowski Województwa Małopolskiego – Biuro Inwestycji Strategicznych.
W drugiej połowie 2011 r. został ukończony gruntowny remont i przebudowa całego kompleksu. Pierwotnie Biprostal planował zerwanie mozaiki, jednak po doniesieniach prasowych Jan Janczykowski, miejski konserwator zabytków, umieścił dzieło w ewidencji zabytków. Ostatecznie inwestor zdecydował się na pozostawienie i odrestaurowanie mozaiki, ocieplając budynek od wewnątrz, a nie od zewnątrz, jak pierwotnie planowano.
Kompleksową konserwację mozaiki przeprowadził zespół pod kierownictwem Dominiki Tarsińskiej-Petruk.

## Architektura
Budynki kompleksu cechuje forma architektoniczna typowa dla lat 60. XX wieku, charakteryzująca się prostopadłościennymi bryłami z płaskimi dachami oraz nadwieszeniem piętra nad parterem wspartym na słupach oraz elewacjami z poziomymi podziałami. Głównie wieżowiec jest ikoną krakowskiego, powojennego modernizmu.
Centrum biurowe „Biprostal” składa się z czterech obiektów: wysokiego budynku biurowego (15 pięter), niskiego budynku biurowego (pierwotnie 4 piętra, po modernizacji 6 pięter) połączonego z wieżowcem przełączką, budynku technicznego (2 piętra) oraz parterowego budynku mieszczącego garaże.
Budynki biurowe fasadami są zwrócone w kierunku al. Kijowskiej, dwa następne położone są na tyłach biurowców. 
Piętnastopiętrowy wieżowiec był przez ponad 25 lat najwyższym budynkiem w Krakowie.
W części parterowej wsparty jest na słupach wykonanych z odpowietrzonego betonu. Elewację wieżowca stanowi szkło i blacha powlekana i jest przykładem ściany kurtynowej, wykonanej na aluminiowym szkielecie. Wąskie okna, ułożone w układzie pasowym, wykonano z tzw. termopanów (zestaw trzech, szczelnie sklejonych szyb, przedzielonych warstwami rozrzedzonego powietrza). Partie nad i podokienne wypełnione były materiałem izolacyjnym i przykryte blachą emaliowaną koloru błękitnego. W projekcie zastosowano jeszcze inne innowacyjne rozwiązania jak: ogrzewanie konwektorowe, podłogi i boazerie wykonano z mas plastycznych, zastosowano lekkie, przesuwane ściany we wnętrzach pracowni, które pozwalały na dostosowanie wielkości pomieszczeń do różnych funkcji.
W czasie modernizacji budynku w latach 2009–2011 wiele rozwiązań z pierwotnego projektu uległa zmianie m.in. wymieniono materiały elewacyjne, nadbudowano niższy budynek biurowy.
Na dachu widoczny jest duży napis „Biprostal”. Ze względu na swoją wysokość dach budynku wykorzystywany jest jako centrum nadawcze dla Krakowa i okolic dzięki zainstalowanych na dachu 50 antenowych punktów nadawczo-odbiorczych.  
Południowa ściana (od strony ul. Królewskiej) ozdobiona jest mozaiką Celiny Styrylskiej-Taranczewskiej, która powstała w 1964 roku.
Jest to abstrakcyjna, geometryczna kompozycja złożona z nieszkliwionych płytek kamionkowych barwionych w masie o wymiarach 2 cm x 2 cm zajmująca 670 m kw. Tworzą one przenikające się prostokąty i kwadraty. Płytki występują w kolorach białym, szarym, czarnym, ugrowym, pomarańczowym i czerwonym. W częściach bocznych dominują kolory jasne, w części środkowej ciemniejsze.
Niższy budynek biurowy to prostopadłościenna bryła o płaskim dachu z przeszkloną elewacją.

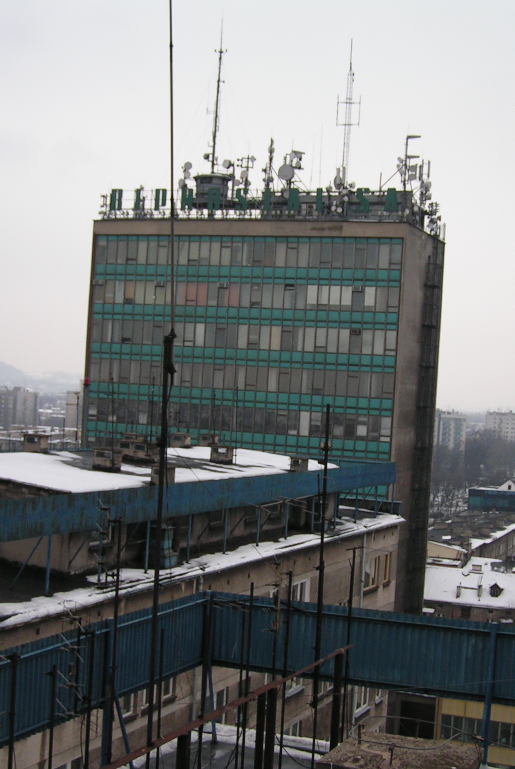
Stan sprzed remontu (2006)
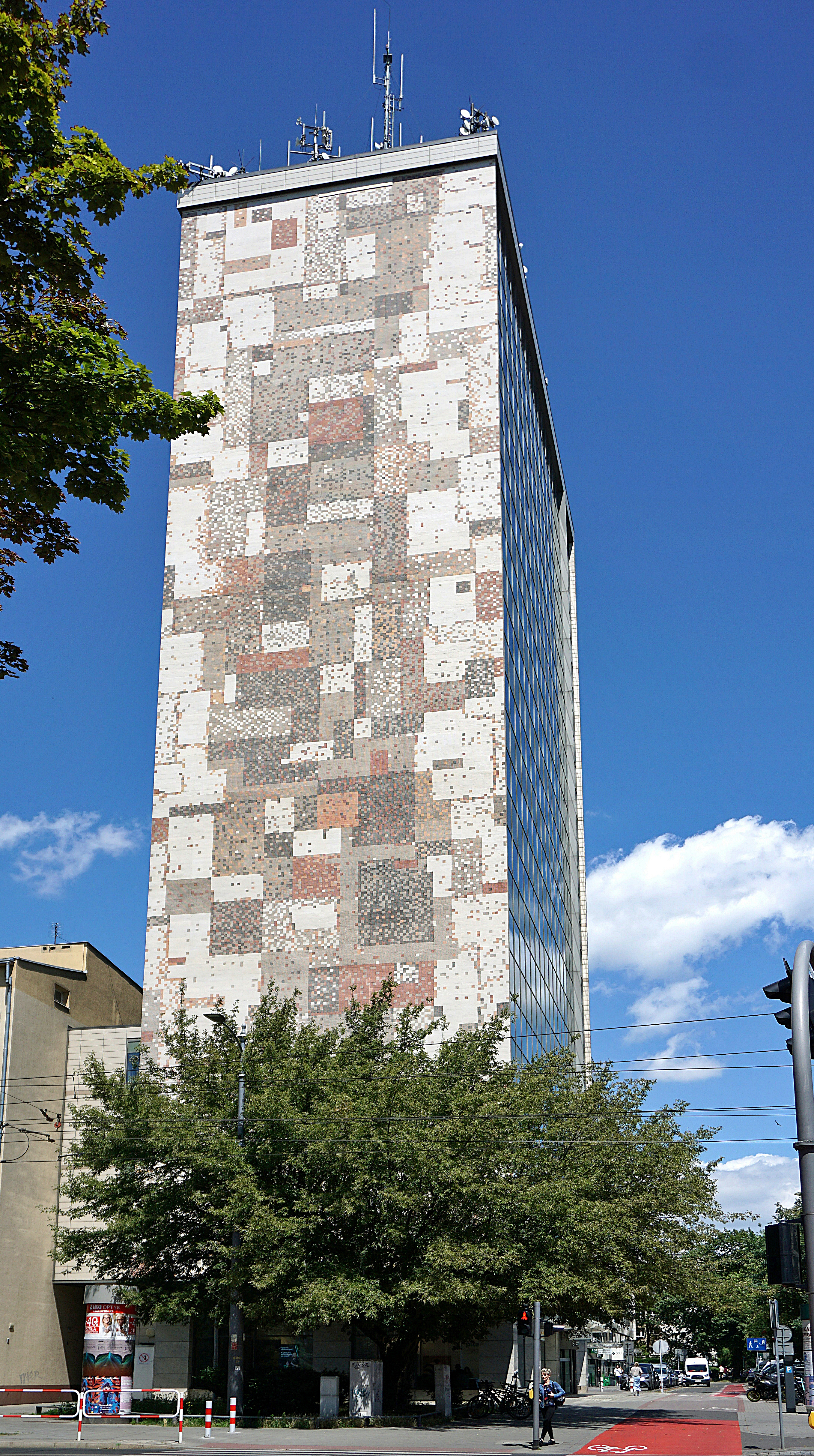
Mozaika, proj. Celina Styrylska-Taranczewska (1964)